# Тимарх (сын Никокла)
Тимарх (др.-греч. Τίμαρχος) — правитель Пафоса на Кипре второй половины IV века до н. э.
Тимарх был сыном царя Саламина Никокла и внуком Эвагора. О жизни Тимарха практически ничего не известно. Плиний Старший упоминает, что у Тимарха было два ряда верхнечелюстных зубов. Согласно Плинию, у Тимарха был брат, у которого также было связанное с зубами уродство.
Плутарх в трактате «Об удаче и доблести Александра Великого» писал, что Александр Македонский подыскивал кандидатуру на должность царя Пафоса, когда предыдущий правитель «показал себя несправедливым и бесчестным». Александр не мог найти подходящую кандидатуру, так как царский род Кинирадов угас. Приближённые царя смогли разыскать одного из последних Кинирадов, жившего в нищете и безвестности, который и стал новым царём. Плутарх назвал его Абдалоним. Историки отмечают, что похожие сведения Диодор Сицилийский, Квинт Курций Руф и Юстин приводили относительно выбора Абдалонима царём финикийского города Сидона, а не кипрского Пафоса.
Историк Г. Берве посчитал данный фрагмент не полностью неисторичным, а отображением смены власти в Пафосе под эгидой установления в городе лояльного македонскому царю правителя. По мнению историка, смена предыдущего царя Харидама на Тимарха произошла в 332 году до н. э., когда Александр находился в Финикии и мог заниматься делами Кипра. В. Хеккель считал гипотезу Г. Берве сомнительной, так как нумизматические данные не дают основания говорить о правлении Тимарха, в отличие от Харидама и Никокла. Однако специалисты Classical Numismatic Group идентифицировали один статер монетой Тимарха.
О деталях гипотетического правления Тимарха ничего неизвестно. При описании событий 321 года до н. э. Арриан назвал царём Пафоса сына Тимарха Никокла. Это даёт основание предположить, что Никокл наследовал отцу власть в Пафосе до 321 года до н. э.